# HD 173949
HD 173949，又名BD+60 1845，SAO 17995、HR 7075，是一颗恒星，视星等为5.99，位于銀經90.85，銀緯24.36，其B1900.0坐标为赤經18h 43m 7.5s，赤緯+60° 24.36′ 31″。